# サッカー北マリアナ諸島代表
サッカー北マリアナ諸島代表（サッカーきたマリアナしょとうだいひょう）は、北マリアナ諸島サッカー協会（NMIFA）によって構成される、北マリアナ諸島のサッカーのナショナルチームである。ホームスタジアムは、サイパン島にあるオレアイ・スポーツ・コンプレックス。
東アジアサッカー連盟（EAFF）およびアジアサッカー連盟（AFC）に加盟している。しかし国際サッカー連盟（FIFA）は未加盟のため、FIFAワールドカップには参加できない。

## 歴史
2007年4月1日、東アジアサッカー選手権2008予選大会プレーオフのグアム戦が北マリアナ諸島代表にとっての最初の国際Aマッチとなった。ただしFIFAに未加盟のため、この試合も含めて北マリアナ諸島代表の試合は全て、正式な国際Aマッチとしては認可されない。
2009年3月から同年12月31日まで、日本サッカー協会（JFA）によるアジア貢献事業の一環として、神戸清雄が監督を務め、その後任として2010年3月から2011年1月までの予定で横浜FCで常務取締役などを務めた関口潔が派遣され、その後2012年には宮城県石巻工業高等学校サッカー部監督などを歴任した鈴木隣が短期派遣された。
AFCチャレンジカップには2014年大会で初めて予選に参加したが、パレスチナに0-9、ネパールに0-6、バングラデシュに0-4の3戦全敗で予選敗退となった。
2018年7月、初の人工芝サッカーフィールド（NMI Soccer Training Center）が完成した。新グラウンドのこけら落としとなった試合は、ライバルであるグアムとのダービー戦、通称「マリアナカップ」が開催された。2020年12月、第30回AFC総会にて、AFC準加盟から正規加盟への変更が承認された。

## 成績

### AFCアジアカップ
- 2019 - 不参加
- 2023 - 不参加

### EAFF E-1サッカー選手権
- 2008 - 予選敗退
- 2010 - 予選敗退
- 2013 - 予選敗退
- 2015 - 予選敗退
- 2017 - 予選敗退
- 2019 - 予選敗退
- 2022 - 予選非開催
- 2025 - 不参加

### AFCチャレンジカップ
- 2014 - 予選敗退

### AFCソリダリティーカップ
- 2016 - 不参加